# Шапель, Хенрик
Хенрик Шапель (пол. Henryk Szapiel; 2 декабря 1921 — 1 мая 1954) — польский шахматист, национальный мастер.

## Биография
Серебряный призёр чемпионата Польши 1953 г. Бронзовый призёр чемпионата Польши 1951 г. (по дополнительным показателям). Также участвовал в дележах 3-го места в чемпионатах страны 1948 и 1952 гг. (бронзовые медали получали другие шахматисты).
В составе команды «Pomorze» серебряный призёр командных чемпионатов Польши 1947 и 1948 гг. В составе команды «Spójnia Bydgoszcz» бронзовый призёр командного чемпионата Польши 1952 г.
Чемпион Померании 1949 и 1951 гг. Серебряный призёр чемпионата Померании 1953 г. Бронзовый призёр чемпионата Померании 1948 г.
Победитель общенационального турнира в Гданьске (1950 г.).
Участник ряда международных турниров, в том числе мемориала Д. Пшепюрки 1950 г. Лучший результат — 3-е место на турнире в Лодзи (1949 г.).
В составе сборной Польши участник международного командного турнира в Будапеште (1954 г.).
Умер от туберкулёза.

## Спортивные результаты
| Год  | Город        | Соревнование                                                | +  | − | =  | Результат | Место         |
| ---- | ------------ | ----------------------------------------------------------- | -- | - | -- | --------- | ------------- |
| 1947 | Лодзь        | Командный чемпионат Польши («Pomorze», 1-я доска)           |    |   |    |           | Команда — 2-я |
| 1948 | Краков       | 6-й чемпионат Польши                                        | 10 | 4 | 6  | 13 из 20  | 3—5           |
|      | Вроцлав      | Командный чемпионат Польши («Pomorze», 2-я доска)           |    |   |    |           | Команда — 2-я |
| 1949 | Познань      | 7-й чемпионат Польши                                        | 2  | 3 | 11 | 7½ из 16  | 10            |
|      | Лодзь        | Международный турнир                                        |    |   |    |           | 3             |
| 1950 | Бельско-Бяла | 8-й чемпионат Польши                                        | 4  | 5 | 6  | 7 из 15   | 9—10          |
|      | Щавно-Здруй  | Мемориал Д. Пшепюрки                                        | 2  | 8 | 9  | 6½ из 19  | 17            |
| 1951 | Лодзь        | 9-й чемпионат Польши                                        | 6  | 1 | 8  | 10 из 15  | 2—3           |
|      | Бухарест     | Международный турнир                                        | 1  | 5 | 8  | 5 из 14   | 13—14         |
| 1952 | Мендзыздрое  | Международный турнир                                        | 1  | 4 | 3  | 2½ из 8   | ---           |
|      | Катовице     | 10-й чемпионат Польши                                       | 10 | 3 | 8  | 14 из 21  | 3—4           |
|      | Закопане     | Командный чемпионат Польши («Spójnia Bydgoszcz», 1-я доска) |    |   |    |           | Команда — 3-я |
| 1953 | Краков       | 11-й чемпионат Польши                                       | 8  | 3 | 6  | 11 из 17  | 2             |
| 1954 | Будапешт     | Международный командный турнир (сборная Польши, 2-я доска)  | 0  | 2 | 1  | ½ из 3    |               |